# Serravalle
Serravalle és un dels municipis de San Marino i està enclavat als contraforts dels Apenins. Amb una població de 9.394 habitants (any 2006) i una superfície de 10,53 km², és el municipi sanmarinès més poblat i inclou la ciutat més gran de tota la república, Dogana, amb prop de 7.000 habitants.
Serravalle limita amb els municipis sanmarinesos de Domagnano i Borgo Maggiore, i els municipis italians de Verucchio, Rímini i Coriano.
Aquest municipi va ser annexionat a San Marino l'any 1463.